# Университет на Британска Колумбия
Университетът на Британска Колумбия (на английски: University of British Columbia) със седалище в гр. Ванкувър, провинция Британска Колумбия е сред най-известните университети в Канада.
В него се обучават близо 50 000 студенти от цял свят. В класацията на Academic Ranking of World Universities за 2008 г., която обхваща 1200 университета в цял свят, е на 2-ро място в Канада и на 35-о в света.
Главният кампус се намира на полуостров Пойнт Грей, на 10 км от центъра на Ванкувър.

## Галерия
- Университет на Британска Колумбия
- Училище по теология „Иона“
- Училище по инженерни науки „Франк Форуърд“
- Училище по математика „Леонард Клинк“
- Училище по право
- „Бюканан“
- Училище по науки за Земята и океанология
- Център за изследвания на храненето
- Библиотека „Уолтър Кьорнър“
- Център за сценични изкуства „Чан“
- Художествена галерия „Белкин“

## Факултети
- Медицински факултет
- Стоматологичен факултет
- Факултет по търговия и бизнес администрация
- Факултет по приложни науки
- Правен факултет
- Педагогически факултет
- Журналистически факултет
- Художествена академия
- Музикален факултет
- Лесотехнически факултет
- Архитектурен и геодезически факултет

## Известни личности
Преподаватели
- Даниел Канеман, израелски психолог, Нобелова награда за икономика (2002)
- Майкъл Смит, биохимик, Нобелова награда за химия (1993)
- Карл Уиман, американски физик, Нобелова награда за физика (2001)

Възпитаници
- Алберт Бандура, психолог
- Бъртрам Брокхауз, физик, Нобелова награда за физика (1994)
- Уилям Гибсън, писател фантаст
- Еванджелин Лили, актриса
- Робърт Мъндел, икономист, Нобелова награда за икономика (1999)
- Джъстин Трюдо, политик, 23-ти министър-председател на Канада (от 4 ноември 2015 г.)
- Мюриъл Кенет Уейлс, математичка
- Луджайн Хадлул, саудитска общественичка
- Кирил Петков, министър-председател на България (2021-2022)